# Малоорлівка (станція)
Малоорлівка — проміжна залізнична станція Донецької дирекції Донецької залізниці на відгалуженні від лінії Кумшацький — Бункерна між станціями Гірник (8 км) та Бункерна (8 км). Розташована в селі Малоорлівка Горлівського району Донецької області.

## Історія
Станція обслуговувала шахти «Полтавську» та «Єнакіївську» ВО «Орджонікідзевугілля». Через військову агресію Росії на сході України транспортне сполучення припинене.
25 березня 2024 року на сайті Міністерства розвитку громад, територій та інфраструктури України оприлюднено проєкт постанови Кабінету Міністрів «Про перейменування деяких географічних об'єктів». Відповідні дії вчиняються задля виконання положень Закону України «Про засудження та заборону пропаганди російської імперської політики в Україні і деколонізацію топонімії». Серед них було запропоновано перейменувати станцію Новий Юнком на Малоорлівку.